# Olesicampe alaskensis
Olesicampe alaskensis är en stekelart som först beskrevs av William Harris Ashmead 1902.  Olesicampe alaskensis ingår i släktet Olesicampe och familjen brokparasitsteklar. Inga underarter finns listade i Catalogue of Life.